# Sous-district de Hepingli
Le sous-district de Hepingli (chinois : 和平里街道 ; pinyin : Hépínglǐ jiēdào) est une subdivision du district de Dongcheng, dans le centre de Pékin, en Chine.
Le sous-district de Hepingli accueille notamment le Temple de la Terre, le parc Qingnianhu et le parc Liuyin. Par la superficie, il est le deuxième plus grand parmi les dix-sept sous-districts constitutifs du district de Dongcheng, derrière Donghuamen. Il est par ailleurs le plus peuplé de ces sous-districts.
Hepingli partage avec Dongzhimen et Yongdingmenwai la particularité d'être les seuls sous-districts de Dongcheng situés entièrement à l'extérieur du deuxième périphérique de Pékin, qui enserre les quatorze autres subdivisions du district.

## Communautés résidentielles
Le sous-district de Hepingli est divisé en vingt-six communautés résidentielles (chinois : 社区 ; pinyin : shèqū).
| Nom             | Chinois        | Pinyin                | Population | Superficie (km²) |
| --------------- | -------------- | --------------------- | ---------- | ---------------- |
| Jiaotong        | 交通社区       | Jiāotōng shèqū        |            |                  |
| Lindiao         | 林调社区       | Líndiào shèqū         |            |                  |
| Minwang         | 民旺社区       | Mínwàng shèqū         |            |                  |
| Shanglong       | 上龙社区       | Shànglóng shèqū       |            |                  |
| Bailin          | 柏林社区       | Bǎilín shèqū          |            |                  |
| Liuqu           | 六区社区       | Liùqū shèqū           |            |                  |
| Wuqu            | 五区社区       | Wǔqū shèqū            |            |                  |
| Andelu          | 安德路社区     | Āndélù shèqū          |            |                  |
| Erqu            | 二区社区       | Èrqū shèqū            |            |                  |
| Yejin           | 冶金社区       | Yějīn shèqū           |            |                  |
| Qiqu            | 七区社区       | Qīqū shèqū            |            |                  |
| Liupukang       | 六铺炕社区     | Liùpùkàng shèqū       |            |                  |
| Huagong         | 化工社区       | Huàgōng shèqū         |            |                  |
| Andeli          | 安德里社区     | Āndélǐ shèqū          |            |                  |
| Xinghua         | 兴化社区       | Xīnghuà shèqū         |            |                  |
| Rendinghu       | 人定湖社区     | Réndìnghú shèqū       |            |                  |
| Xiaohuangzhuang | 小黄庄社区     | Xiǎohuángzhuāng shèqū |            |                  |
| Zongzheng       | 总政社区       | Zǒngzhèng shèqū       |            |                  |
| Anzhenyuan      | 安贞苑社区     | Ānzhēnyuàn shèqū      |            |                  |
| Ditan           | 地坛社区       | Dìtán shèqū           |            |                  |
| Huangsi         | 黄寺社区       | Huángsì shèqū         |            |                  |
| Xinjianlu       | 新建路社区     | Xīnjiànlù shèqū       |            |                  |
| Dongheyan       | 东河沿社区     | Dōnghéyán shèqū       |            |                  |
| Xiheyan         | 西河沿 社区    | Xīhéyán shèqū         |            |                  |
| Qingnianhubeili | 青年湖北里社区 | Qīngniánhúběilǐ shèqū |            |                  |
| Qingnianhu      | 青年湖社区     | Qīngniánhú shèqū      |            |                  |
|                 |                | Total                 | 112 058    | 5,02             |